# حاملة سجائر
المَبْسَم أو المَشْرب أو بز السيكارة أو حامل السجائر أو الأَمْزِك (في بلاد الشام والعراق) وهو أنبوب نحيف طويل توضع فيه السيجارة لتدخينها. في الماضي كان الحامل يصنع من الفضة أو اليشب أو الباكليت ولكن الآن أصبح يصنع من اللدائن، يعتبر حامل السجائر جزءا أساسيا في موضة عارضات الأزياء من أوائل عقد 1910 وخلال أوائل سبعينات القرن الماضي.

## غرض
كان الحامل أيضًا ملحقًا عمليًا وخدم عدة أغراض:
- كان الاستخدام الأساسي هو الاستمرار في تساقط الرماد من ملابس المرأة، خاصة وأن النساء لا يرتدين سترات التدخين. هذا هو سبب الطول الطويل، ولماذا كانت الحوامل أطول للمناسبات الرسمية (والتي عادة ما كانت ترتدي فستانًا أكثر تفصيلاً).
- أبقي الدخان الجانبي بعيدًا عن أعين المدخنين ويخرج من تحت قبعة السيدات (التي غالبًا ما يكون لها حواف أعرض من قبعات الرجال).
- ساعد في منع تلطيخ الأصابع والقفازات [3]
- انخفاض تلون الأسنان.
- حافظ على ورق السجائر الرقيق من الالتصاق بشفتي المدخنين وتمزيقهما.
- يبرد ويخفف الدخان.
- قام الحاملون أحيانًا بتغليف مرشح حسب الذوق، ولاحقًا لأسباب صحية.
- قبل ظهور السجائر المفلترة في الستينيات من القرن الماضي، ساعد حاملها أيضًا في إبقاء رقائق التبغ بعيدًا عن أفواه المدخنين.

في عام 1997، اختبرت شركة فيليب موريس إنترناشيونال حامل سيجارة جديد يعمل بالبطارية وأزال تمامًا دخان السيجارة.

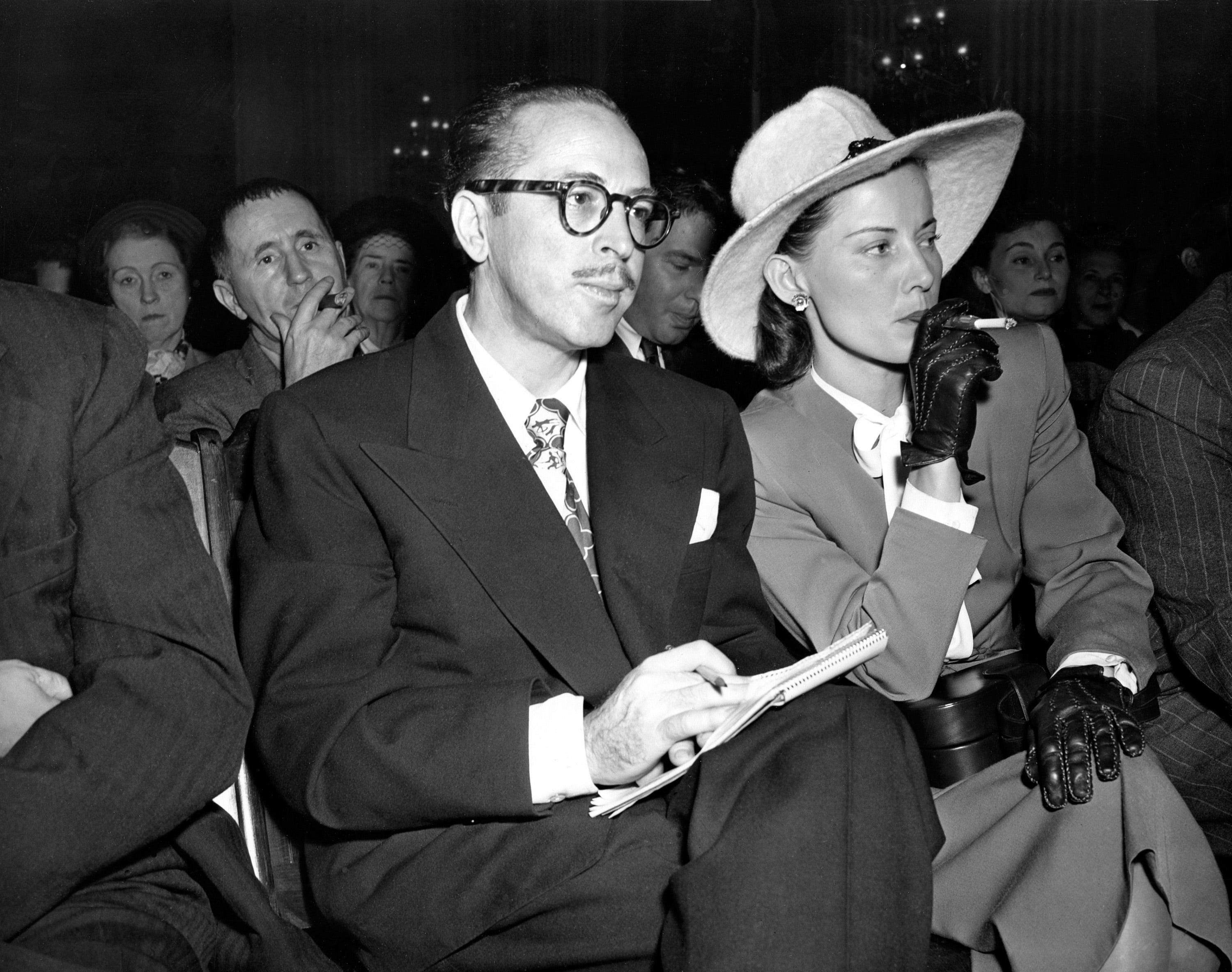
كليو ترامبو، زوجة الروائي دالتون ترومبو، تدخن مع حاملها أثناء جلسات الاستماع للجنة الأنشطة غير الأمريكية في مجلس النواب في عام 1947

## مظهر

### المواد
تتراوح حوامل السجائر من أبسط تركيبات المواد المفردة إلى الأنماط المزخرفة بشكل لا يصدق مع التطعيمات المعقدة من المعدن والأحجار الكريمة. يمكن العثور على أمثلة نادرة لهذه في المينا، أو القرن، أو السلحفاة، أو مواد أكثر قيمة مثل العنبر والعاج.
تم استخدام حامل مشابه مصنوع من الخشب أو الميرشوم أو الباكليت مع لسان حال العنبر للسيجار وكان إكسسوارًا شائعًا للرجال من العصر الإدواردي حتى عشرينيات القرن الماضي.

### مقاس
كما هو الحال مع قفازات المساء، يتم قياس حاملات السجائر للسيدات بأربعة أطوال قياسية رسمية تقليدية:
- طول الأوبرا، عادة من 16 إلى 20 بوصة / 40 إلى 50 سم
- طول المسرح، من 10 إلى 14 بوصة / 25 إلى 35 سم
- طول العشاء، من 4 إلى 6 بوصة / 10 إلى 15 سم
- طول الكوكتيل، والذي يشمل الحوامل الأقصر [5]

تقليديا، لم يكن حاملو السجائر للرجال أكثر من 4 بوصات طويلة.

## مستخدمون بارزون

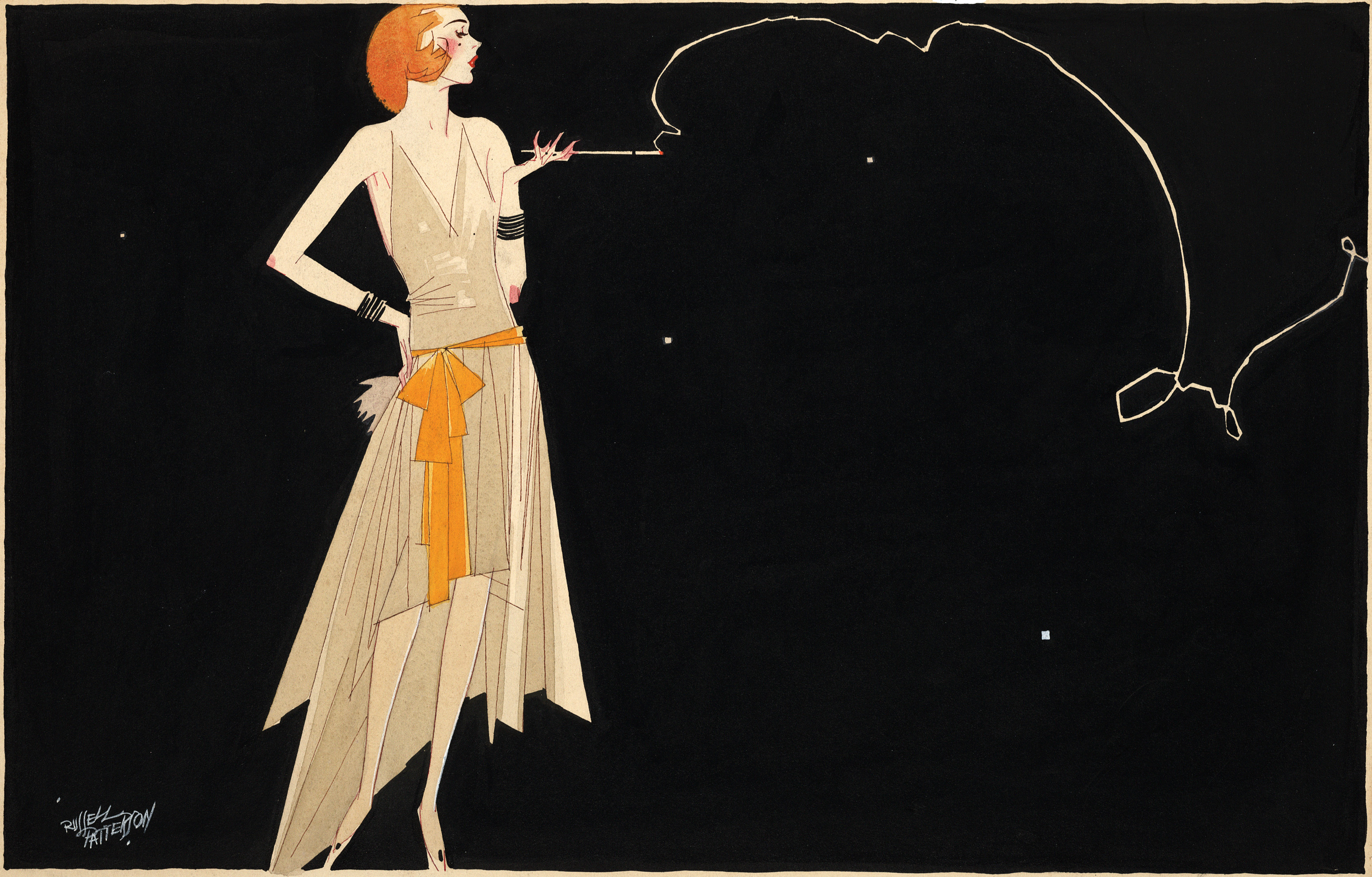
في فيلم Where There There Smoke There Fire (حوالي عشرينيات القرن الماضي)، يصور راسل باترسون الزعنفة التي لا يكون حاملها للسجائر ملحقًا للأزياء فحسب، بل عنصرًا مهمًا في تفاعل الخط في الرسم.

من بين النساء المعروفات اللواتي استخدمن حوامل السجائر أودري هيبورن،  لوسيل بول،  جين مانسفيلد،  جاكلين كينيدي،  ريتا هايورث،  الأميرة مارجريت،  ويندي ريتشارد،  مادالينا باربوسا، ناتالي وود، لويز بروكس، وآين راند. سكارليت جوهانسون  مثال معاصر.
من بين أشهر الرجال الذين استخدموا حوامل السجائر فرانكلين دي روزفلت،  إيفور نوفيلو،  إنريكو كاروسو،  فلاديمير هورويتز،  إيان فليمنج،  نويل كوارد،  هانتر طومسون (على الرغم من أنه كان يعتبره مرشحًا فقط)،  تينيسي ويليامز،  فولجينسيو باتيستا، سيرجي رحمانينوف، جوزيب بروز تيتو،  وهانس فون بولو.

## المراجع الثقافية

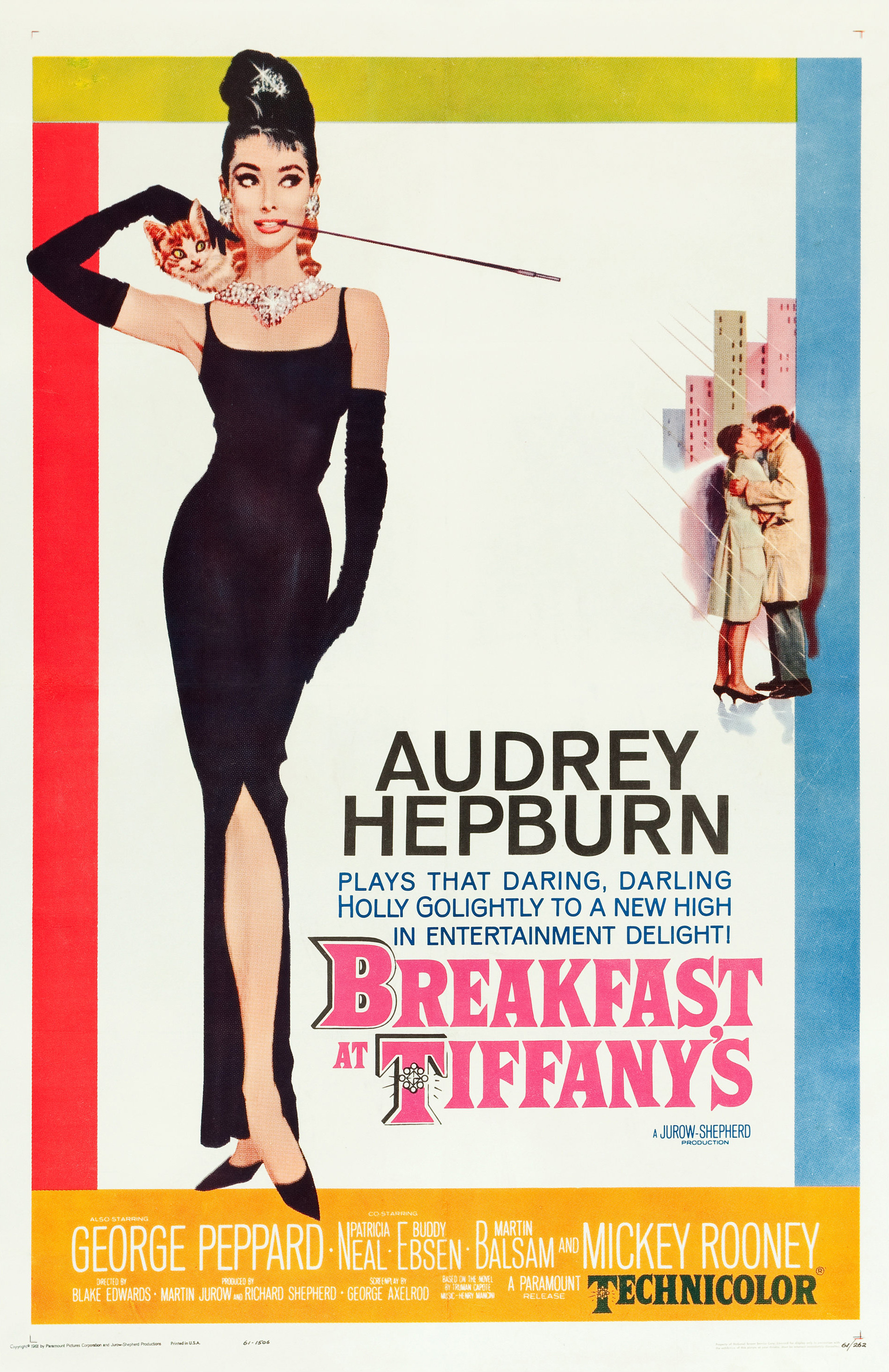
إفطار في تيفاني (ملصق عام 1961)